# Кнышевич, Пелагея Максимовна
Пелагея Максимовна Кнышевич (6 мая 1926, Антоновичи, Коростеньский округ — 25 декабря 2008, Антоновичи, Житомирская область) — украинский советский деятель, новатор сельскохозяйственного производства, звеньевая колхоза «Здобуток Жовтня» Овручского района Житомирской области. Герой Социалистического Труда (8.04.1971). Член Ревизионной комиссии КПУ в 1971—1976 г.

## Биография
Родилась в крестьянской семье. Училась в сельской школе. Во время Великой Отечественной войны проживал с семьей на хуторе Задорожок, скрывалась в советском партизанском отряде.
С 1944 года — колхозница, с 1948 года — звеньевая и секретарь комсомольской организации колхоза села Антоновичи Словечанского района Житомирской области.
В 1949—1951 годах — слушательница двухлетней школы подготовки колхозных кадров в Житомирской области.
В 1951—1953 годах — зональный агроном машинно-тракторной станции (МТС), агроном колхоза Словечанского района Житомирской области.
С 1953 года — звеньевая колхоза «Здобуток Жовтня» села Антоновичи (центральная усадьба в селе Словечне) Овручского района Житомирской области. Собирала высокие урожаи льна: по 1300—1400 кг с каждого гектара.
Член КПСС с 1955 года.
Потом — на пенсии в селе Антоновичи Овручского района Житомирской области.

## Награды
- Герой Социалистического Труда (8.04.1971)
- два ордена Ленина (27.07.1954, 8.04.1971)
- орден Октябрьской Революции (8.12.1973)
- орден Трудового Красного Знамени (30.04.1966)
- медаль «За трудовую доблесть» (26.02.1958)
- медали